# Radicalisation
Pour les articles homonymes, voir Radical.
La radicalisation est le processus par lequel une personne devient plus extrême dans son point de vue ou ses idées. Elle fait aussi référence au retour aux racines d'une question.
La radicalisation renvoie à un ensemble de gestes qualifiés d'« extrêmes » qui découlent d'une interprétation idéologique et littérale des principes d'un système, qu'ils soient politiques, religieux ou économiques. Selon le International Centre for the Study of Radicalisation and Political Violence (ICSR), la radicalisation peut mener « différents types d'activisme extrême, incluant le terrorisme »,.

## Définitions
Dans le milieu carcéral, la radicalisation est entendue comme « un processus dynamique par lequel un individu accepte et soutient l’extrémisme violent de manière croissant »e.
Selon la task force Radicalisation[s] des Jeunes de l'IHEDN, « la radicalisation est le fait, pour un individu, d’adopter un comportement extrême par rapport aux normes auxquelles il obéissait auparavant. Il s'agit d'un processus dynamique et progressif de métamorphose qui place l’individu à l’écart par rapport à un ensemble de normes (personnelles et sociales) ».

## Débat
Depuis les attentats qui touchent la France en 2015, les chercheurs spécialistes de l'islam et du monde arabe s'opposent quant à l'interprétation du phénomène djihadiste.
D'un côté, le politologue Olivier Roy estime que ce dernier n'est pas la conséquence d'une « radicalisation de l’islam », mais d'une « islamisation de la radicalité », l'islam représentant l'une des dernières offres politiques disponibles « sur le marché de la révolte radicale ». Ainsi, le malaise d’une génération utilise le djihadisme comme vecteur de sa révolte. Cette explication extrareligieuse est soutenue par l'anthropologue Alain Bertho.
Cette thèse est en revanche rejetée par les politologues François Burgat et Gilles Kepel. François Burgat y voit « une énième expression de ce mal qui ronge depuis des décennies notre capacité à construire une perception rationnelle de cet islam que l’on dit « politique » mais dont on s’évertue ensuite, sous d’innombrables prétextes, à dépolitiser – comme le fait l’approche culturaliste – les motivations supposées de ses acteurs ». Gilles Kepel présente ce concept de radicalisation comme une « prénotion […] d’origine américaine », « diffusée après les attentats du 11 septembre 2001 », « port[ant] la marque de l’école américaine des choix rationnels », qui aurait pour corollaire « la peur de « l’islamophobie » » : selon lui, « le couple « radicalisation - islamophobie » empêche de penser la manière dont le jihadisme tire profit d’une dynamique salafiste conçue au Moyen-Orient et porteuse d’une rupture en valeurs avec les sociétés européennes ».
Pour l'Américain Marc Sageman (en), psychiatre et ex-agent de la CIA, cette controverse entre l'« islamisation de la radicalité » et la « radicalisation de l'islam » est « une dispute très française », consistant à « faire des jeux de mots abstraits mais qui ne veulent rien dire. C'est comme se demander si les camps de concentration nazis sont l'allemagnisation du diable ou la diabolisation de l'Allemagne ». De même pour le journaliste français David Thomson : « Les djihadistes ont de réelles convictions. Ils partent en Syrie ou en Irak persuadés qu'ils se dirigent vers un paradis terrestre puis céleste. Ils ne sont pas dans le nihilisme. C'est en cela que je m'oppose à Olivier Roy. Pour le reste, les thèses de Kepel et de Roy me paraissent parfaitement compatibles. […] Il y a bien des jeunes anti-système qui sont dans une forme d'islamisation de la radicalité. Pour autant, Olivier Roy explique que sa thèse est la seule explication du phénomène djihadiste, qu'il utilise ensuite pour s'opposer à Gilles Kepel. Gilles Kepel en fait de même quand il considère qu'il ne faut pas évacuer l'idéologie religieuse qu'est le salafisme, et que c'est seulement sous cet angle qu'il faut lire le phénomène djihadiste. L'État islamique a des franchises dans de nombreux pays. […] Il y a donc bien une idéologie construite et structurée, que l'on ne peut pas réduire à une folie d'ordre psychiatrique ».

## Prévention
À la suite des attentats terroristes en France en janvier 2015, Sébastien Pietrasanta, député, a été chargé par le Premier ministre d'une mission portant sur la problématique de la sortie de radicalisation des individus en lien avec les filières djihadistes. Dans son rapport « La déradicalisation, outil de lutte contre le terrorisme », il fait état des dispositifs existants en France et à partir d'expériences étrangères, et en propose d'autres afin d'apporter des réponses à la déradicalisation.
Plusieurs centres de déradicalisation sont créés en France à partir de 2015. Toutefois, leur efficacité en tant que moyen mis en œuvre pour lutter contre la radicalisation est remise en question. Dans son article « Terrorisme et autres menaces », le magistrat Jean de Maillard estime que les programmes de déradicalisation sont généralement considérés par les pouvoirs publics comme des solutions d’ensemble face au problème de radicalisation alors qu’ils constituent une réponse individuelle pour quelques cas bien déterminés.
En juillet 2019, Muriel Domenach, secrétaire générale du Comité interministériel de prévention de la délinquance et de la radicalisation (SG-CIPDR), conclut : « Avec la déradicalisation, on a cru qu’il existait une recette magique pour déprogrammer un individu comme un logiciel. C’était une attente irréaliste. Dès 2014, la politique publique insistait sur la prévention. Les premières expériences ont fait apparaître toute la complexité des processus à l’œuvre : il n’y a pas un profil type, mais une diversité de profils et de ressorts. C’est en activant, et en formant, tous les professionnels sociaux de terrain « classiques », comme les professeurs, les éducateurs, les médiateurs, les psychologues et les référents religieux, que l’on parvient à des résultats. Pas en laissant le sujet aux mains de gourous autoproclamés. […] Aujourd’hui, dans les services publics, tout le monde a compris que le port du voile et de la barbe ne sont pas, en soi, des indicateurs de radicalisation. Les indicateurs ont été nettement affinés et prennent en compte une dimension essentielle : la rupture avec l’ordre social à partir d’un absolutisme de la norme religieuse ».
Elle déclare également que : « Le double mouvement de déni et de panique que continue de susciter le terme « radicalisation » est préoccupant, notamment sur les réseaux sociaux. Les marchands de peur, qui considèrent que tout musulman est un suspect potentiel et que tout musulman pratiquant est un danger, comme les marchands de déni, qui refusent de nommer le problème et continuent de considérer les processus de radicalisation comme de simples ruptures adolescentes, se nourrissent l’un l’autre de manière malsaine ».

## Validité du concept
Antoine Jardin, ingénieur de recherche au CNRS, estime qu'« il ne s’agit pas d’un concept scientifique rigoureux. « Radicalité » est devenu un mot fourre-tout pour désigner vaguement ce qui est perçu comme une menace non maîtrisée et un label hasardeux des politiques publiques dans un contexte de montée de la violence djihadiste depuis les attentats commis en France par Mohammed Merah en 2012 ».
D'après le journaliste Pierre Rimbert, « l’imputation de radicalisation offre aux dirigeants un outil de disqualification à large spectre. Pendant le mouvement social contre la loi travail du printemps 2016, des centaines d’articles et de reportages ont dénoncé « une radicalisation tous azimuts » de la Confédération générale du travail (CGT), dont les militants exerçaient le droit de grève ». Pour le directeur du Centre international pour l’étude de la radicalisation, le concept de radicalisation est parfois perçu comme « un cheval de Troie permettant aux gouvernements de réprimer la contestation et de dépeindre les opinions progressistes et non conventionnelles comme dangereuses ».

## Radicalisation et sexualité
Selon la chercheuse néerlandaise Marion van San, le processus de radicalisation comporte une part importante, dans ses motivations, de recherche sentimentale et sexuelle. Dans la cohorte de femmes qu'elle a étudiée, « toutes ont suivi un processus assez identique de radicalisation, mais, pour une majorité d’entre elles, la religion n’était qu’une façade : ce qu’elles cherchaient en premier lieu était l’amour ».
Le psychologue américain Arie W. Kruglanski indique que l'État islamique a organisé un usage stratégique du sexe pour attirer des recrues masculines, notamment avec la mise en place de sites de rencontres ou d'un réseau de prostitution interne.